# Angelo Sodano
Angelo Sodano, född 23 november 1927 i Isola d'Asti i Piemonte, död 27 maj 2022 i Rom, var en italiensk kardinal och ärkebiskop inom Romersk-katolska kyrkan. Han tjänade som Vatikanstatens kardinalstatssekreterare från 1991 till 2006. Sodano var kardinalkollegiets dekan från 2005 till 2019.

## Biografi
Angelo Sodano var son till Giovanni (1901–1991) och Delfina Sodano. Fadern var kristdemokrat och ledamot av Italiens parlament från 1948 till 1963. Angelo Sodano studerade vid Gregoriana, där han avlade doktorsexamen i teologi, och vid Påvliga Lateranuniversitetet, där han blev doktor i kanonisk rätt. Han bedrev även studier vid Påvliga diplomatiska akademin. Sodano prästvigdes av biskop Umberto Rossi den 23 september 1950.
I november 1977 utnämndes Sodano till titulärärkebiskop av Nova Caesaris och biskopsvigdes av kardinal Antonio Samorè i Astis katedral den 15 januari året därpå. I samband med detta utsågs han till påvlig nuntie i Chile.
Den 28 juni 1991 upphöjde påve Johannes Paulus II Sodano till kardinalpräst med Santa Maria Nuova som titelkyrka. Kardinal Sodano deltog i konklaven 2005, vilken valde Benedikt XVI till ny påve.

## Utmärkelser
- Storkorset av Karl III:s orden,  1997[2]
- Storkorset av Vita dubbelkorsets orden,  14 november 1997[3]
- Galiciens guldmedalj,  1999[4]
- Första graden av Slovakiens presidents kors,  28 oktober 2002[5]
- Storkors av Republiken Polens förtjänstorden
- Order pro merito Melitensi
- Sloveniens frihetsorden
- Kazakstans Vänskapsorden, första graden
- Storkorsriddare av Sankt Mauritius och Sankt Lazarusorden
- Storkorsriddare av Republiken Italiens förtjänstorden
- Annunziataorden
- Storkors av Kristi militärorden[6]
- Ordenskedja av Rumänska Stjärnans orden

[Redigera Wikidata]